# Kazandibi

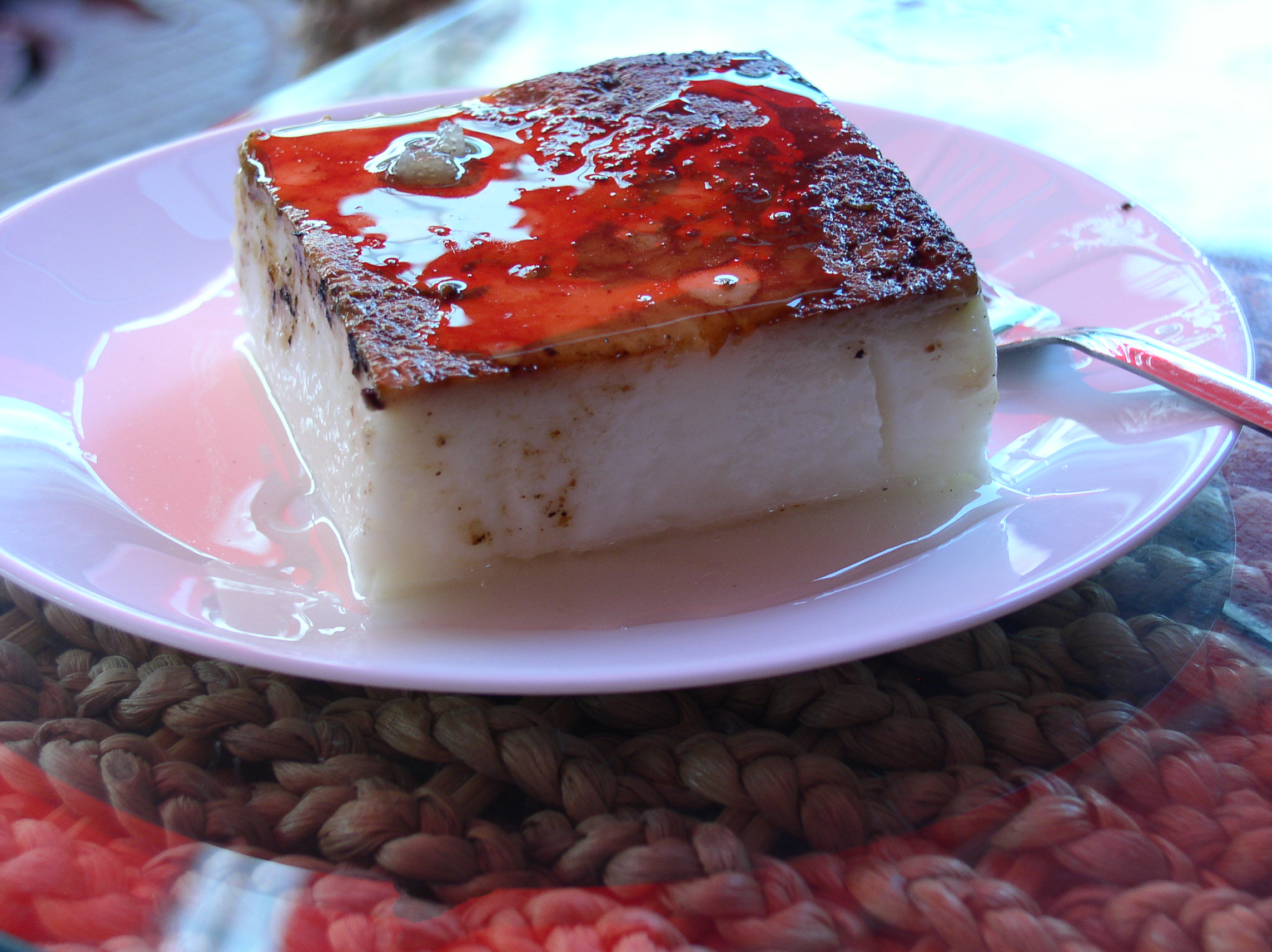
Kazandibi

Kazandibi nebo také kazan dibi je turecký dezert a typ karamelizovaného mléčného pudinku. Jeho anglický název je "Cink". Byl vyvinut v kuchyních Osmanského paláce a je to jeden z nejvíce populárních tureckých dezertů.
Tradičně se vyrábí z tavuk göğsü, sladkého pudinku s kuřecím masem, který se uvaří a zespodu opálí. Některé varianty kazandibi používají mléčný pudink muhallebi místo tavuk göğsü.